# Polycarpaea inaequalifolia
Polycarpaea inaequalifolia là loài thực vật có hoa thuộc họ Cẩm chướng. Loài này được Engl. & Gilg miêu tả khoa học đầu tiên năm 1903.